# Министерство по делам меньшинств Индии
Министерство по делам меньшинств Индии отвечает за регулирующие и развивающие программы центрального правительства в отношении меньшинств в Индии, в том числе мусульман, сикхов, христиан, буддистов и зороастрийцев, обозначенных как общины меньшинств в соответствии с разделом 2 Закона Национальной комиссии по делам меньшинств от 1992 года. По состоянию на май 2010 года, главой министерства является министров кабинета Салман Кхуршид. Министерство также участвует в защите языковых меньшинств во главе Комиссара по языковым меньшинствам, представительстве англо-индийской общины, защите и сохранении немусульманских святынь в Пакистане и мусульманских святынь в Индии согласно Соглашению Пант-Мирзы от 1955 года, заключенного по согласованию с Министерством иностранных дел. Ответственным министром является председатель Центрального совета вакуфов Индии, который управляет Советом государственных вакуфов.

## Организации
- Конституционные и уставные органы
  - Центральный совет вакуфов
  - Национальная комиссия по делам меньшинств
  - Комиссар по языковым меньшинствам
- Автономные органы
  - Фонд образования Маулана Азад
- Совместные предприятия
- Национальная корпорация развития меньшинств и финансов